# 1939 en musique
| \| • Retour à la chronologie générale de la musique populaire • \| |
| XXIe siècle • XXe siècle • XIXe siècle • XVIIIe siècle XVIIe siècle • XVIe siècle • XVe siècle • XIVe siècle XIIIe siècle • XIIe siècle • XIe siècle • Xe siècle IXe siècle • VIIIe siècle • Haut Moyen Âge • Rome • Grèce |
| • Retour à la chronologie générale de la musique populaire • |

| • Retour à la chronologie générale de la musique populaire • |

| Années de la musique populaire : 1936 - 1937 - 1938 - 1939 - 1940 - 1941 - 1942    |
| Décennies de la musique populaire : 1900 - 1910 - 1920 - 1930 - 1940 - 1950 - 1960 |

Cet article présente les faits marquants de l'année 1939 en musique.

## Évènements
- Billie Holiday chante Strange Fruit, chanson dénonçant les lynchages dont la communauté noire est (à l'époque), encore trop souvent victime.
- 13 juillet : Frank Sinatra et l'orchestre de Harry James produisent les premiers enregistrements de sa carrière : Melancholy Mood et From The Bottom Of My Heart.

## Naissances
- 19 janvier : Phil Everly, chanteur du groupe de rock américain The Everly Brothers († 3 janvier 2014).
- 1er février : Claude Francois, chanteur et danseur français né en Égypte. († 11 mars 1978).
- 11 février : Gerry Goffin, parolier américain, mari de Carole King († 9 avril 1988).
- 12 février : Ray Manzarek, organiste américain membre du groupe de rock The Doors († 20 mai 2013).
- 2 avril : Marvin Gaye, chanteur soul américain († 1er avril 1984).
- 16 avril : Dusty Springfield, chanteuse britannique († 2 mars 1999)
- 2 juin : Charles Miller, musicien du groupe War d'Eric Burdon.
- 18 juin : Amanda Lear, chanteuse française.
- 1er juillet : Delaney Bramlett, chanteur américain du duo Delaney & Bonnie († 27 décembre 2008).
- 6 juillet : Jet Harris, bassiste du groupe de rock britannique The Shadows jusqu'en 1962 († 18 mars 2011).
- 18 juillet : Brian Auger, organiste de jazz-rhythm & blues britannique.
- 14 juillet : Vince Taylor, chanteur de rock 'n' roll britannique († 27 août 1991).
- 20 août : Enrico Rava, trompettiste de jazz italien.
- 5 octobre : Marie Laforêt, actrice et chanteuse française († 2 novembre 2019)
- 30 octobre : Grace Slick, chanteuse américaine du groupe de rock psychédélique Jefferson Airplane.
- 26 novembre : Tina Turner, chanteuse soul américaine († 24 mai 2023).
- 8 décembre : Jerry Butler, chanteur américain († 20 février 2025).
- ? : Alberto Arantes, chef d'orchestre et arrangeur brésilien († 1991).

## Principaux décès
- Date précise inconnue
  - Susman Kiselgof, ethnomusicologue et folkloriste russe d'origine juive, qui a collecté des chansons folkloriques juives et des mélodies klezmer dans la Zone de résidence (région ouest de l'Empire russe) (° 3 mars 1878.